# Arrigo Licinio con la sua famiglia
Arrigo Licinio con la sua famiglia conosciuto anche come ritratto della famiglia del fratello è un dipinto realizzato in olio su tela da Bernardino Licinio e conservato nella pinacoteca della Galleria Borghese di Roma.

## Storia e descrizione
Il dipinto raffigura Arrigo Licinio fratello maggiore dell'autore, anche lui pittore ma che lavorò e collaborò quasi sempre nella bottega del fratello minore firmando poche opere, raffigurato insieme ai personaggi della sua famiglia. Sicuramente Bernardino eseguì i ritratti del fratello della cognata Agnese e de primogenito Fabio che tiene in mano una statuetta del Torso del Belvedere, probabilmente divenne orefice, nonché l'impostazione della tela, fu forse Arrigo invece a realizzare i volti degli altri infanti. L'opera fu tra le prime inserite nella collezione del cardinale Scipione Caffarelli-Borghese. Nel 1902 tutte le opere in galleria divennero del comune di Roma. 
La tela presenta nell'angolo superiore destro la scritta: «EXPRIMIT HIC FRATREM TOTA CUM GENTE LYCIMUS|ET VITAM HIS FORMA PROROGAT, ARTE SINI» nella parte inferiore la firma dell'artista: «B. LYCINII OPUS». La scritta indicata in modo molto chiaro che l'artista aveva raffigurato il fratello e la famiglia, contrariamente lo Scanelli lo catalogò come ritratto della famiglia dell'artista. Fu poi catalogato semplicemente come Gruppo di famiglia. Purtroppo fu identificato anche come lavoro del Il Pordenone intitolato Bernardino Licinio Pordenone – Autoritratto con la famiglia da Ludwig Goldscheider errore che si protraeva anche se lo stesso Ludwing aveva nel 1903 chiarito il nome dei due artisti e i dipinti a esse assegnati.
Quando Bernardino ritrasse il fratello, questi, doveva avere quarantotto anni, la moglie Agnese è raffigurata con il neonato ultimogenito tra le braccia, e il primogenito Fabio accanto a loro, questi divenne poi orefice. Segue sul lato destro della madre il figlio Camillo che divenne un medico famoso, e il figlio Giulio che offre un cestino pieno di rose, che seguirà lo zio e il padre nel lavoro di pittore. Degli altri figli non vi sono ulteriori informazioni potrebbero essere morti infanti. Particolarmente curato è il volto di Arrigo, sicuramente realizzato da Bernardino. Questi ha la barba folta e indossa un cappello schiacciato tipico dei primi anni del Cinquecento. La donna, indossa un abito completamente bianco, con una scollatura quadrata, solo le maniche sotto lo sbuffo sono rosse di raso, sul capo indossa un'acconciatura ricercata con decori in filo dorato. Tutti i personaggi presentano una capigliatura rossiccia presa dal padre. I due figli posti in primo piano presentano un abbigliamento curato sicuramente manifestando un ceto sociale alto.